# Golf (videojuego)
Golf (ゴルフ Gorufu?) es un videojuego de golf desarrollado por Nintendo y HAL Laboratory y publicado por Nintendo para Nintendo Entertainment System. Fue lanzado originalmente para Famicom en Japón en 1984, con un port para Nintendo VS. System como VS. Golf o Stroke and Match Golf, lanzado en juegos arcade internacionalmente, Seguido de otra versión arcade llamada VS. Ladies Golf. El original fue relanzado para el NES en Norteamérica en 1985, y para el Famicom Disk System en 1986 en Japón.
Golf fue el juego de deportes más vendido en el NES/Famicom, y fue relanzado a lo largo de muchos años para diferentes consolas de Nintendo. Estaba oculto en el firmware de Nintendo Switch como un huevo de Pascua como tributo al programador del juego, el fallecido Satoru Iwata.
Fue el primer videojuego de golf en tener una barra de potencia/precisión para efectuar el swing. Desde entonces el mismo método se ha usado para la mayoría de juegos de golf.
El juego ha sido portado a otras plataformas: Famicom Disk System (solo en Japón), Game Boy y NEC PC-8801 (solo en Japón).

## Jugabilidad
El jugador principal viste una camiseta blanca y zapatos con pantalones azules y usa una pelota blanca, mientras que el segundo jugador viste una camiseta roja y zapatos con pantalones negros y usa una pelota roja. El jugador selecciona el juego por golpes simple o las selecciones para dos jugadores de juego por golpes dobles o juego por hoyos. Luego, el jugador se coloca en el tee del primero de los 18 hoyos.
En 1991, Nintendo identificó al golfista como Mario en una guía de juego. El juego de Nintendo para Wii Captain Rainbow identifica al golfista como Ossan, que resulta ser uno de los nombres de héroes genéricos durante el desarrollo de Donkey Kong. La conversión de Game Boy presentaría a Mario en la portada occidental, pero no en la versión japonesa.

## Desarrollo y lanzamiento
En 1983, la Famicom tenía sólo tres juegos de lanzamiento, y su biblioteca pronto alcanzaría siete, incluido Golf. Shigeru Miyamoto dijo que él estaba "directamente a cargo del diseño de personajes y del diseño del juego", y Satoru Iwata dijo que era el único programador.
Golf ha sido relanzado en muchas otras consolas después de su lanzamiento. Hudson Soft lanzó una conversión del juego para el PC-88 exclusivo de Japón y Sharp X1 en 1985. Golf fue convertido al Family Computer Disk System exclusivo de Japón el 21 de febrero de 1986. Fue relanzado para el Nintendo e-Reader para el Game Boy Advance en 2002. Tanto la versión de NES como la de Game Boy se lanzaron en la Consola Virtual. Fue relanzado en Nintendo Switch a través de Nintendo eShop el 25 de octubre de 2019, por Hamster Corporation como parte de su serie Arcade Archives.
Golf se puede desbloquear en los videojuegos de 2001 Dōbutsu no Mori para Nintendo 64 y Animal Crossing para GameCube. Este último admite el modo Advance Play mediante un cable de enlace GameCube–Game Boy Advance, lo que permite jugar a Golf en una Game Boy Advance.
El juego es un huevo de Pascua oculto en el firmware anterior a la versión 4.0 de Nintendo Switch, en homenaje a Satoru Iwata. Iwata fue el único programador de Golf (como uno de sus primeros proyectos para Nintendo) y más tarde se convirtió en el director ejecutivo de Nintendo. Se puede acceder a él en el menú de inicio de Switch si el reloj del sistema está configurado en el memorial del 11 de julio de la muerte de Iwata, y luego el usuario mueve los controladores Joy-Con para imitar el gesto de mano "Direct" que Iwata popularizó durante su mandato como anfitrión principal de las presentaciones de Nintendo Direct. Esta versión tiene exclusivamente la opción de controles de movimiento.

## Recepción
Golf tuvo éxito durante su lanzamiento inicial, con críticas positivas de los críticos y fue el décimo juego más vendido lanzado en el sistema. Las ventas se cifraron en más de 4 millones de copias en total, y la versión de Famicom por sí sola produjo 2.46 millones de copias vendidas en Japón.
El puerto de Golf de 1989 para Game Boy recibió una crítica positiva de AllGame, que calificó la versión para Game Boy con 4 de 5 estrellas.

## Legado
Golf es el primer videojuego de golf que incluye una barra de potencia y precisión para el swing del palo, que se ha utilizado en la mayoría de los juegos de golf desde entonces.
Versiones tridimensionales de los campos de Golf aparecen en los nueve hoyos de Wii Sports, los cursos "Clásicos" de Wii Sports Resort y de Clubhouse Games: 51 Worldwide Classics.
El personaje controlado por el jugador, Ossan, apareció en el juego de Wii de 2008 Captain Rainbow, donde se lo retrata como un hombre de mediana edad con mal olor que es terrible jugando al golf. Los jugadores deben encontrar su palo de golf perdido y ayudarlo a jugar bien nuevamente.
Como parte de la serie Arcade Archives de HAMSTER Corporation, Golf se lanzó en Nintendo Switch el 25 de octubre de 2019.